# Przełączka za Spiskim Mnichem
Przełączka za Spiskim Mnichem (słow. Sedielko za Mačacím mníchom) – drobna przełęcz w południowo-wschodnim żebrze Skrajnej Spiskiej Turniczki – turni kończącej południowo-zachodnią grań Spiskiej Grzędy w słowackiej części Tatr Wysokich. Oddziela właściwą część żebra na północnym zachodzie od Spiskiego Mnicha na południowym wschodzie.
Przełęcz jest wyłączona z ruchu turystycznego. Jej północno-wschodnie stoki opadają do Pośredniego Spiskiego Kotła – jednego z odgałęzień Doliny Pięciu Stawów Spiskich. Z kolei stoki południowo-zachodnie skierowane są ku Baraniemu Ogrodowi.